# Jarušje
 Jarušje  falu Horvátországban Zágráb megyében. Közigazgatásilag Szamoborhoz tartozik.

## Fekvése
Zágrábtól 32 km-re nyugatra, községközpontjától 12 km-re délnyugatra a Zsumberk-Szamobori-hegységben fekszik.

## Története
1857-ben 76, 1910-ben 214 lakosa volt. Trianon előtt Zágráb vármegye Szamobori járásához tartozott. 2011-ben 72 lakosa volt.

## Lakosság
| Lakosság változása | Lakosság változása | Lakosság változása | Lakosság változása | Lakosság változása | Lakosság változása | Lakosság változása | Lakosság változása | Lakosság változása | Lakosság változása | Lakosság változása | Lakosság változása | Lakosság változása | Lakosság változása | Lakosság változása | Lakosság változása |
| ------------------ | ------------------ | ------------------ | ------------------ | ------------------ | ------------------ | ------------------ | ------------------ | ------------------ | ------------------ | ------------------ | ------------------ | ------------------ | ------------------ | ------------------ | ------------------ |
| 1857               | 1869               | 1880               | 1890               | 1900               | 1910               | 1921               | 1931               | 1948               | 1953               | 1961               | 1971               | 1981               | 1991               | 2001               | 2011               |
| 76                 | 98                 | 137                | 147                | 102                | 214                | 186                | 232                | 297                | 289                | 263                | 254                | 189                | 156                | 100                | 72                 |

## Külső hivatkozások
- Szamobor hivatalos oldala
- Szamobor város turisztikai egyesületének honlapja